# 张悟真
张悟真（1901年—1997年），原名贤范，号安娜，女，湖南浏阳人，中国美术家、报刊美术编辑，曾任中国美术家协会副秘书长。